# Opaska uciskowa

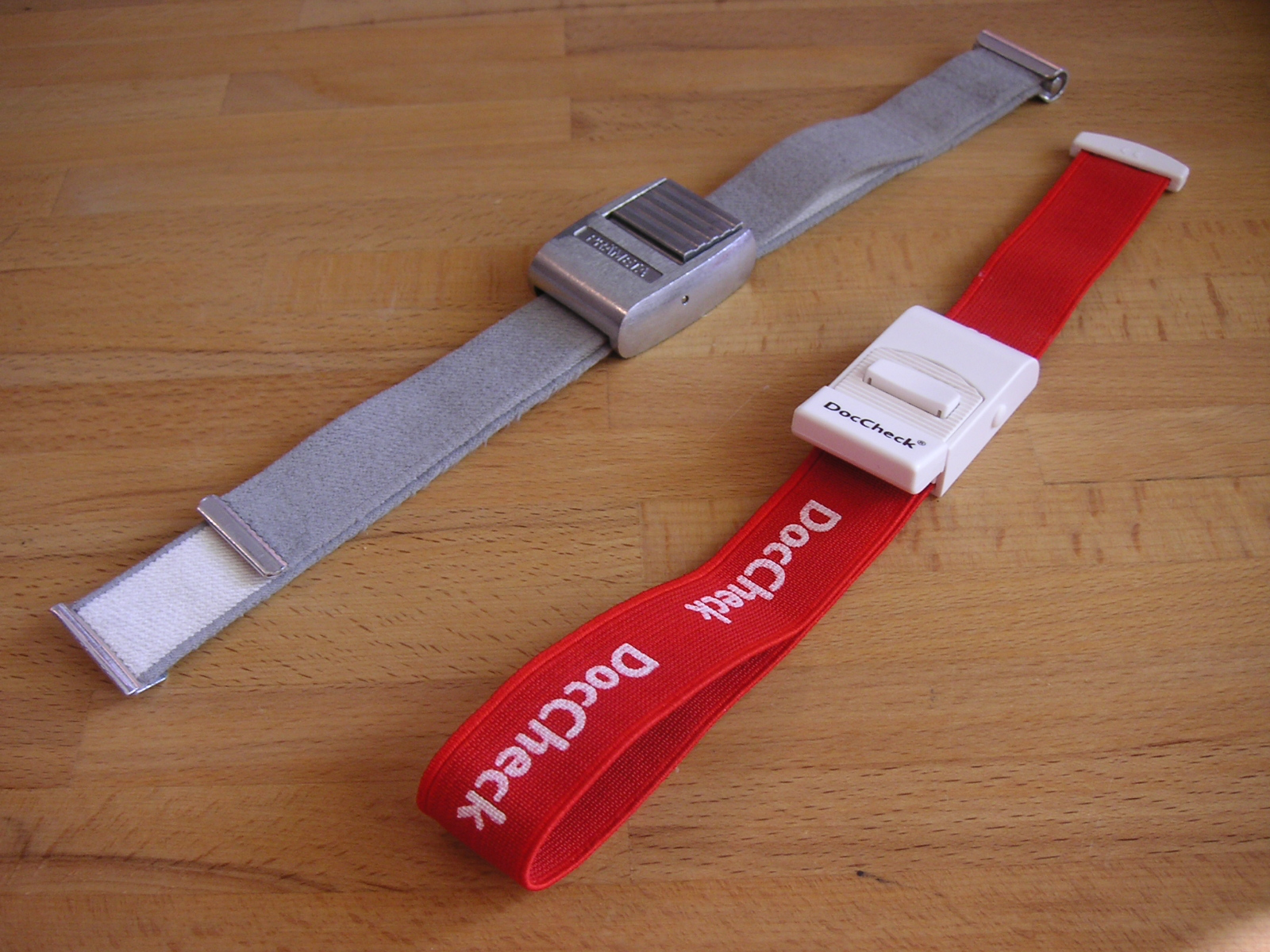
Różne rodzaje opasek uciskowych

Opaska uciskowa (dawn. manszeta) – rodzaj opatrunku stosowanego do udzielania pierwszej pomocy. Opaska ta pomaga zatrzymywać silne krwawienia, które zagrażają życiu poprzez dociśnięcie tętnicy do kości i całkowite zamknięcie jej światła.
Oryginalna opaska jest giętka, ma długość 1 metra i szerokość 5 centymetrów. Posiada zapięcie, najczęściej guzik lub zapinkę. Przed jej położeniem na ranę zawsze nakłada się podkładkę zrobioną z miękkiego materiału. Po jej prawidłowym założeniu zanika tętno i blednie skóra w jej pobliżu. Zawsze opatrunek powinien zdjąć lekarz.
Nie zawsze stosuje się oryginalną opaskę. Można też zastosować inne materiały, stanowiące zastępczą opaskę uciskową. Może to być np. chusta trójkątna, krawat albo pasek materiału,
posiadający odpowiednią szerokość.
Według najnowszych wytycznych Europejskiej Rady Resuscytacji opaskę uciskową stosuje się tylko w specyficznych sytuacjach: wypadku masowego, amputacji, zmiażdżenia. Zakłada się ją około 5-7 centymetrów powyżej miejsca krwotoku. W przypadku braku możliwości zlokalizowania miejsca krwawienia, opaskę zakłada się na proksymalnej części kończyny, co oznacza jej umieszczenie w miejscu przebiegu pojedynczych kości. Po założeniu opaski należy zanotować godzinę i zapisać ją na kartce umieszczonej w pobliżu opatrunku.